# Sainte-Croix-en-Bresse
Pour les articles homonymes, voir Sainte-Croix.
Sainte-Croix-en-Bresse (dénommée Sainte-Croix jusqu'en février 2020) est une commune française située dans le département de Saône-et-Loire, en région Bourgogne-Franche-Comté.

## Géographie

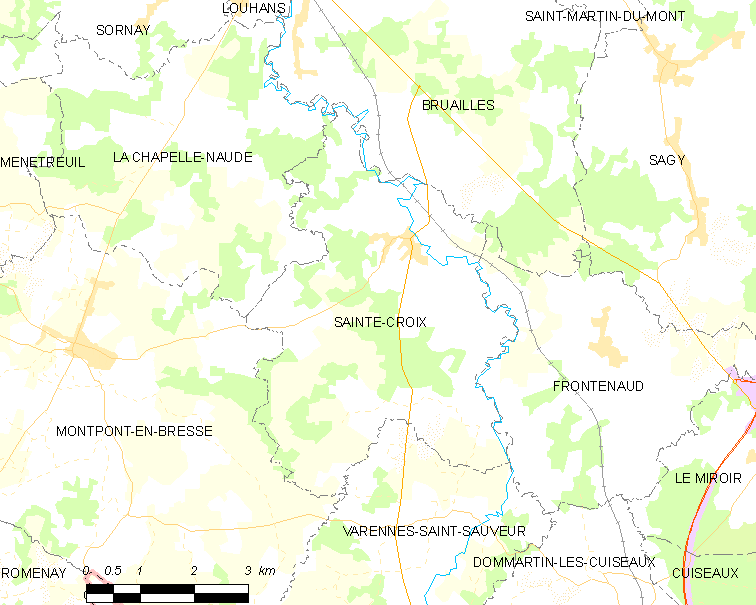
Carte de Sainte-Croix et de ses alentours.

Sainte-Croix fait partie de la Bresse louhannaise.

## Lieux-dits et écarts
La commune a pour lieux-dits et écarts : L'Abergement des Chênes, la Barre, la Bergénée, les Bois Brûlés, la Bouvatière, Château de la Motte, Chatenay, Châtillon, la Citadelle, les Cornets, Courfoulot, les Craffes, Curtil Morey, les Égreffes, les Fuisses, Grande Frette, Lavy, Meix Tuzon, Malabutte, la Motte, les Petites Fournaches, les Piguets, les Plattières, Recule, Tagiset, les Tupins, la Valatière et la Varenne.

## Hydrographie

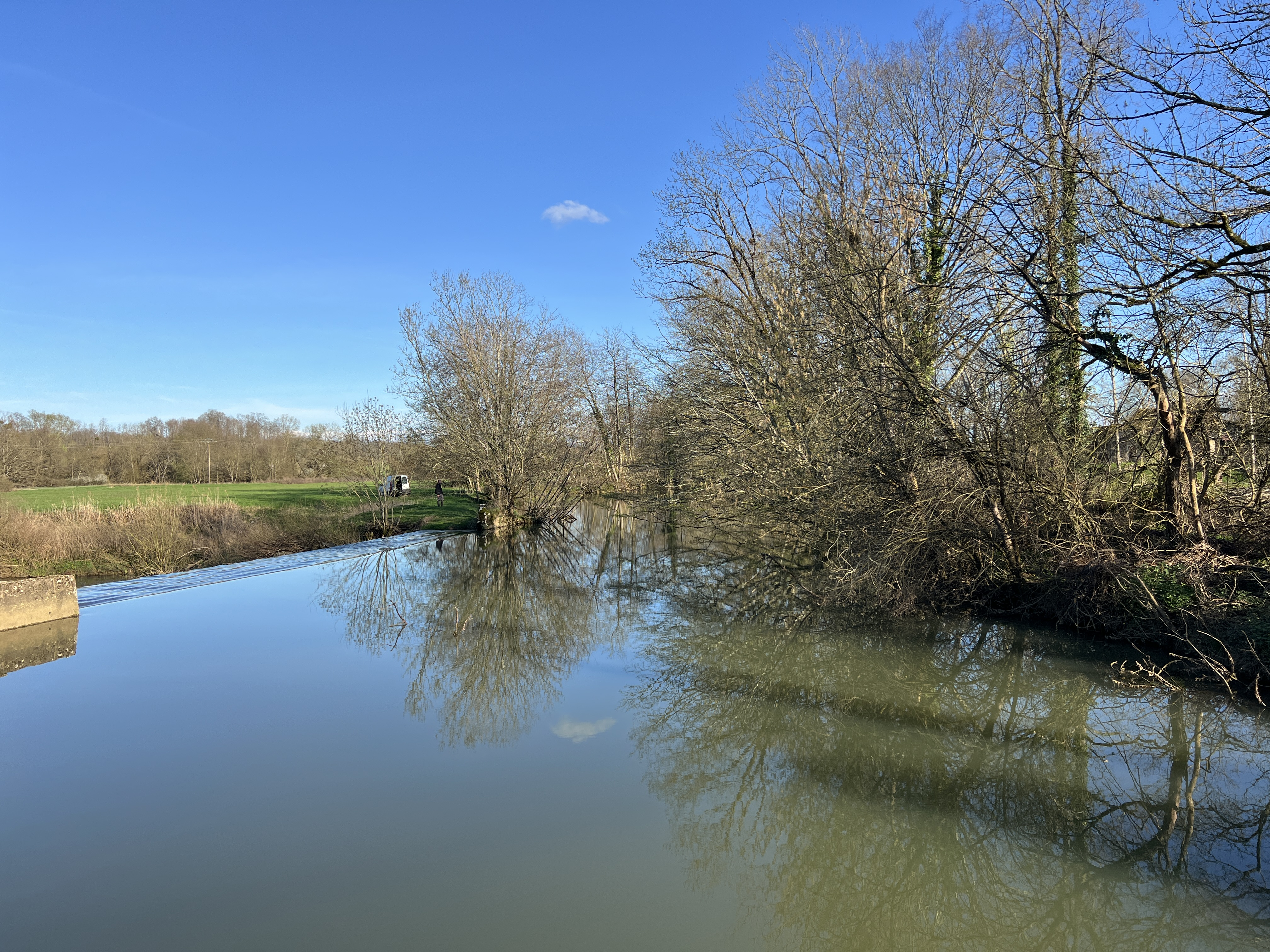
Le Solnan.

Le Solnan traverse la commune. Il forme d'abord une limite naturelle avec Frontenaud, puis se divise en deux bras qui se rejoignent un peu plus loin, créant une île et allant à la limite de l'agglomération de Sainte-Croix et finalement forme une limite naturelle avec Bruailles, où la rivière quitte la commune.
La Sâne Morte traverse également la commune.

## Climat
Pour des articles plus généraux, voir Climat de la Bourgogne-Franche-Comté et Climat de Saône-et-Loire.
En 2010, le climat de la commune est de type climat océanique dégradé des plaines du Centre et du Nord, selon une étude du Centre national de la recherche scientifique s'appuyant sur une série de données couvrant la période 1971-2000. En 2020, Météo-France publie une typologie des climats de la France métropolitaine dans laquelle la commune est exposée à un climat semi-continental et est dans la région climatique Bourgogne, vallée de la Saône, caractérisée par un bon ensoleillement (1 900 h/an), un été chaud (18,5 °C), un air sec au printemps et en été et des vents faibles.
Pour la période 1971-2000, la température annuelle moyenne est de 11,3 °C, avec une amplitude thermique annuelle de 17,7 °C. Le cumul annuel moyen de précipitations est de 1 018 mm, avec 11,8 jours de précipitations en janvier et 8 jours en juillet. Pour la période 1991-2020, la température moyenne annuelle observée sur la station météorologique de Météo-France la plus proche, « Montpont », sur la commune de Montpont-en-Bresse à 6 km à vol d'oiseau, est de 11,8 °C et le cumul annuel moyen de précipitations est de 1 026,2 mm. 
La température maximale relevée sur cette station est de 40,3 °C, atteinte le 31 juillet 2020 ; la température minimale est de −16,5 °C, atteinte le 20 décembre 2009,,.
Les paramètres climatiques de la commune ont été estimés pour le milieu du siècle (2041-2070) selon différents scénarios d'émission de gaz à effet de serre à partir des nouvelles projections climatiques de référence DRIAS-2020. Ils sont consultables sur un site dédié publié par Météo-France en novembre 2022.

## Urbanisme

### Typologie
Au 1er janvier 2024, Sainte-Croix-en-Bresse est catégorisée commune rurale à habitat dispersé, selon la nouvelle grille communale de densité à sept niveaux définie par l'Insee en 2022.
Elle est située hors unité urbaine. Par ailleurs la commune fait partie de l'aire d'attraction de Louhans, dont elle est une commune de la couronne,. Cette aire, qui regroupe 15 communes, est catégorisée dans les aires de moins de 50 000 habitants,.

### Occupation des sols

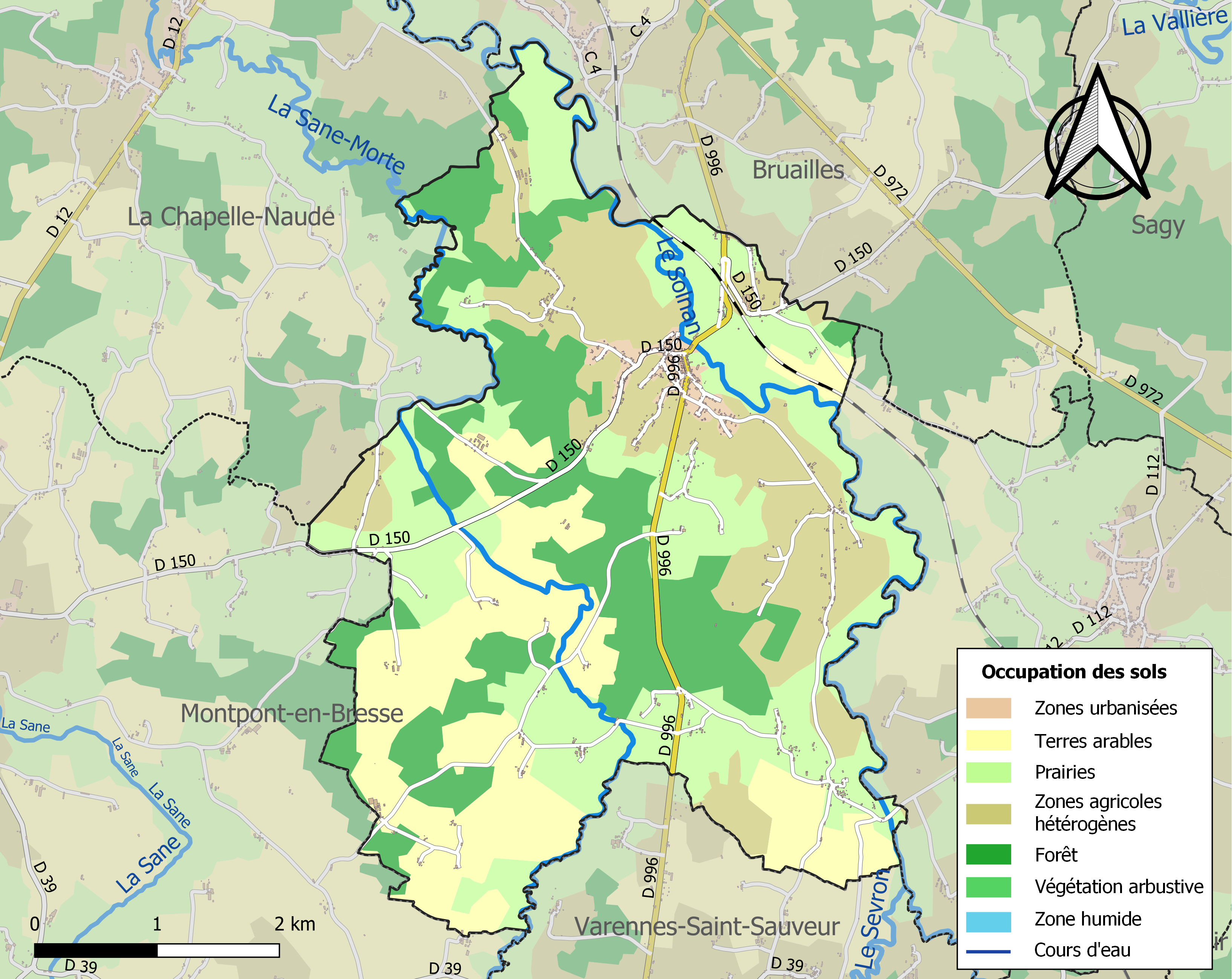
Carte des infrastructures et de l'occupation des sols de la commune en 2018 (CLC).

L'occupation des sols de la commune, telle qu'elle ressort de la base de données européenne d’occupation biophysique des sols Corine Land Cover (CLC), est marquée par l'importance des territoires agricoles (75,5 % en 2018), une proportion sensiblement équivalente à celle de 1990 (76 %). La répartition détaillée en 2018 est la suivante : prairies (32,3 %), forêts (22,8 %), terres arables (21,6 %), zones agricoles hétérogènes (21,6 %), zones urbanisées (1,7 %).
L'IGN met par ailleurs à disposition un outil en ligne permettant de comparer l'évolution dans le temps de l'occupation des sols de la commune (ou de territoires à des échelles différentes). Plusieurs époques sont accessibles sous forme de cartes ou photos aériennes : la carte de Cassini (XVIIIe siècle), la carte d'état-major (1820-1866) et la période actuelle (1950 à aujourd'hui).

## Toponymie
Pendant la période révolutionnaire, la commune est renommée Solnan.
Par un décret du 26 février 2020, la commune de Sainte-Croix change de nom officiellement et se voit ajout un complément informant de sa localisation dans la région bressane afin de pouvoir la distinguer des autres communes faisant référence à Sainte-Croix en devenant Sainte-Croix-en-Bresse.

## Histoire
La baronnie de Sainte-Croix a appartenu durant le Moyen Âge à un puissant lignage, les Neublans d’Antigny de Vienne, avant de passer dans l’héritage des Orléans-Longueville et d’être acquise en 1626 par une famille du Charolais, les Chanlecy (ou Champlécy).
Le 6 février 1637, durant la guerre de Dix ans, le village est attaqué et conquis par la cavalerie comtoise du Baron de Boutavant.
Jusqu'à la Révolution française, Sainte-Croix, localité du département de Saône-et-Loire relevant depuis 1801 du diocèse d'Autun, dépendit du diocèse de Saint-Claude (érigé en 1742).
Pendant la période révolutionnaire, la commune est renommée Solnan.
En 1794, la commune de Tagisset (ou Tagiset), appartenant alors au département de l'Ain et au canton de Saint-Trivier-de-Courtes, est réunie à Sainte-Croix,.

## Politique et administration

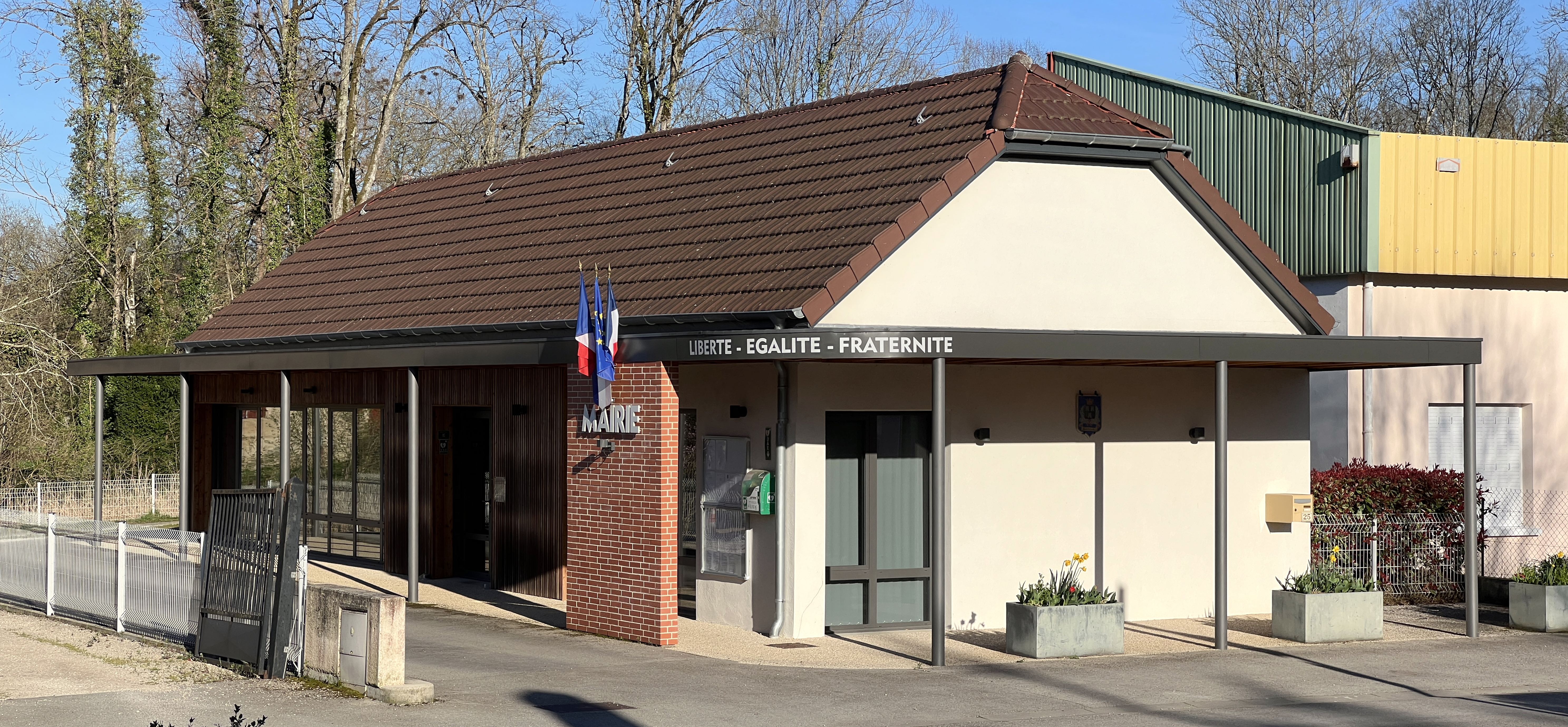
La mairie.

### Tendances politiques et résultats

#### Élections présidentielles
Le village de Sainte-Croix-en-Bresse place en tête à l'issue du premier tour de l'élection présidentielle française de 2017, Marine Le Pen (RN) avec 31,55 % des suffrages. Mais lors du second tour, Emmanuel Macron (LaREM) est en tête avec 53,33 %.

#### Élections législatives
Le village de Sainte-Croix-en-Bresse faisant partie de la quatrième circonscription de Saône-et-Loire, place lors du 1er tour des élections législatives françaises de 2017, Stéphane Gros (LR) avec 25,10 % des suffrages. Mais lors du second tour, il s'agit de Cécile Untermaier (PS) qui arrive en tête avec 58,80 % des suffrages.
Lors du 1er tour des élections législatives françaises de 2022, Cécile Untermaier (PS), députée sortante, arrive en tête avec 29,41 % des suffrages comme lors du second tour, avec cette fois-ci, 53,16 % des suffrages.

#### Élections départementales
Le village de Sainte-Croix-en-Bresse faisant partie du canton de Cuiseaux place le binôme de Sébastien Fierimonte (DIV) et Carole Rivoire-Jacquinot (DIV), en tête, dès le 1er tour des élections départementales de 2021 en Saône-et-Loire avec 43,60 % des suffrages. Lors du second tour, les habitants décideront de placer de nouveau le binôme de Sébastien Fierimonte (DIV) et Carole Rivoire-Jacquinot (DIV), en tête, avec cette fois-ci, près de 60,34 % des suffrages. Devant l'autre binôme menée par Frédéric Cannard (DVG) et Sylvie Chambriat (DVG) qui obtient 39,66 %. Cependant, il s'agit du binôme Frédéric Cannard (DVG) et Sylvie Chambriat (DVG) qui est élu, une fois les résultats centralisés. Il est important de souligner une abstention record lors de ces élections qui n'ont pas épargné le village de Sainte-Croix-en-Bresse avec lors du premier tour 62,34 % d'abstention et au second, 58,58 %.

### Liste des maires de Sainte-Croix-en-Bresse
| Période                                  | Période         | Identité                       | Étiquette | Qualité                                 |
| ---------------------------------------- | --------------- | ------------------------------ | --------- | --------------------------------------- |
|                                          | 17 juillet 1948 | M. Gallet                      |           | Décédé en fonction                      |
| 17 juillet 1948                          | 17 février 1947 | Jean-Marie Paul Anicet Genetet |           | Conseiller municipal Décédé en fonction |
| mars 2001                                | mars 2014       | Roland Sixdenier               | UMP       | Conseiller général                      |
| mars 2014                                | en cours        | Joël Culas                     |           |                                         |
| Les données manquantes sont à compléter. |                 |                                |           |                                         |

## Démographie
L'évolution du nombre d'habitants est connue à travers les recensements de la population effectués dans la commune depuis 1793. Pour les communes de moins de 10 000 habitants, une enquête de recensement portant sur toute la population est réalisée tous les cinq ans, les populations de référence des années intermédiaires étant quant à elles estimées par interpolation ou extrapolation. Pour la commune, le premier recensement exhaustif entrant dans le cadre du nouveau dispositif a été réalisé en 2006.

En 2022, la commune comptait 657 habitants, en évolution de +3,3 % par rapport à 2016 (Saône-et-Loire : −1,06 %, France hors Mayotte : +2,11 %).
| 1793 | 1800  | 1806  | 1821  | 1831  | 1836  | 1841  | 1846  | 1851  |
| ---- | ----- | ----- | ----- | ----- | ----- | ----- | ----- | ----- |
| 841  | 1 043 | 1 003 | 1 057 | 1 108 | 1 238 | 1 321 | 1 376 | 1 353 |

| 1856  | 1861  | 1866  | 1872  | 1876  | 1881  | 1886  | 1891  | 1896  |
| ----- | ----- | ----- | ----- | ----- | ----- | ----- | ----- | ----- |
| 1 339 | 1 322 | 1 342 | 1 288 | 1 322 | 1 360 | 1 292 | 1 311 | 1 244 |

| 1901  | 1906  | 1911  | 1921  | 1926  | 1931  | 1936 | 1946 | 1954 |
| ----- | ----- | ----- | ----- | ----- | ----- | ---- | ---- | ---- |
| 1 254 | 1 266 | 1 255 | 1 083 | 1 048 | 1 001 | 956  | 880  | 779  |

| 1962 | 1968 | 1975 | 1982 | 1990 | 1999 | 2006 | 2011 | 2016 |
| ---- | ---- | ---- | ---- | ---- | ---- | ---- | ---- | ---- |
| 728  | 649  | 611  | 591  | 520  | 464  | 541  | 599  | 636  |

| 2021 | 2022 | - | - | - | - | - | - | - |
| ---- | ---- | - | - | - | - | - | - | - |
| 648  | 657  | - | - | - | - | - | - | - |

## Culture et patrimoine

### Lieux et monuments
- Le château de Sainte-Croix, construction se composant d'un corps de logis de plan rectangulaire flanqué sur ses angles de pavillons reliés entre eux par un bâtiment à un seul niveau, plaqué contre la façade orientale, qui porte une terrasse à appui-corps en fer forgé ; dans les angles formés par les pavillons et le corps central ont été établis, à hauteur du demi-étage de petits balcons sur trompes.
- L'église[24] dans laquelle se trouve le tombeau d'Anne-Charlotte de Champlécy, épouse du célèbre mousquetaire Charles de Batz de Castelmore d'Artagnan, décédée à Sainte-Croix le 31 décembre 1683 et inhumée le lendemain dans le charnier de la chapelle dépendante du château[25]. S'y trouve aussi la pierre tombale (2,38 × 1,10 m) classée au titre des Monuments historiques d’Étienne de Sainte-Croix, chanoine de Saint-Vincent de Chalon, du XIVe siècle[26].
- La route européenne d’Artagnan, route équestre allant de Maastricht à Lupiac et passant par Sainte-Croix, inspirée des deux figures locales que sont Anne-Charlotte de Chanlecy et d’Artagnan.
- L'espace d'Artagnan, constituant un espace muséographique consacré à Anne-Charlotte de Chanlecy[27].

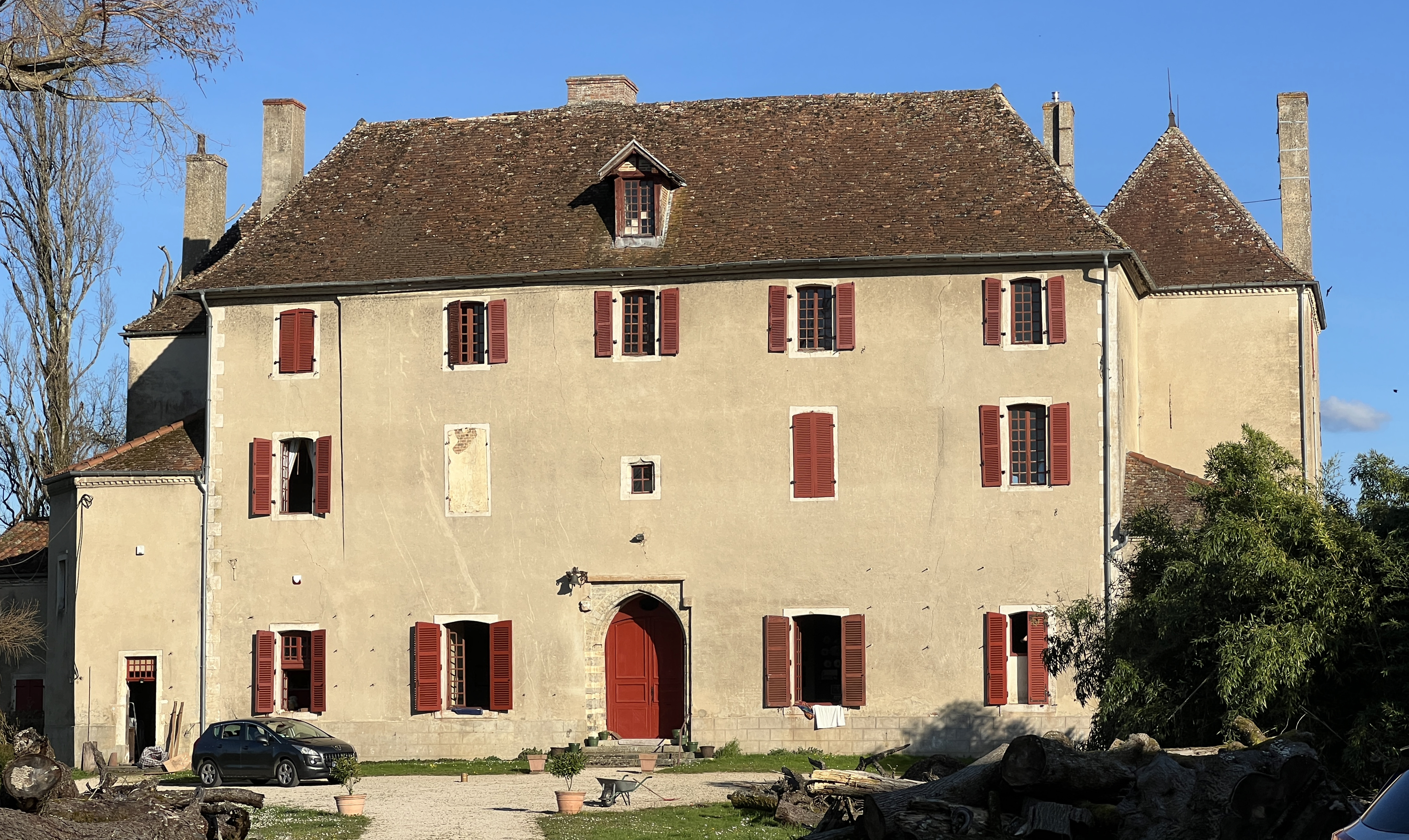
Le château de Sainte-Croix.
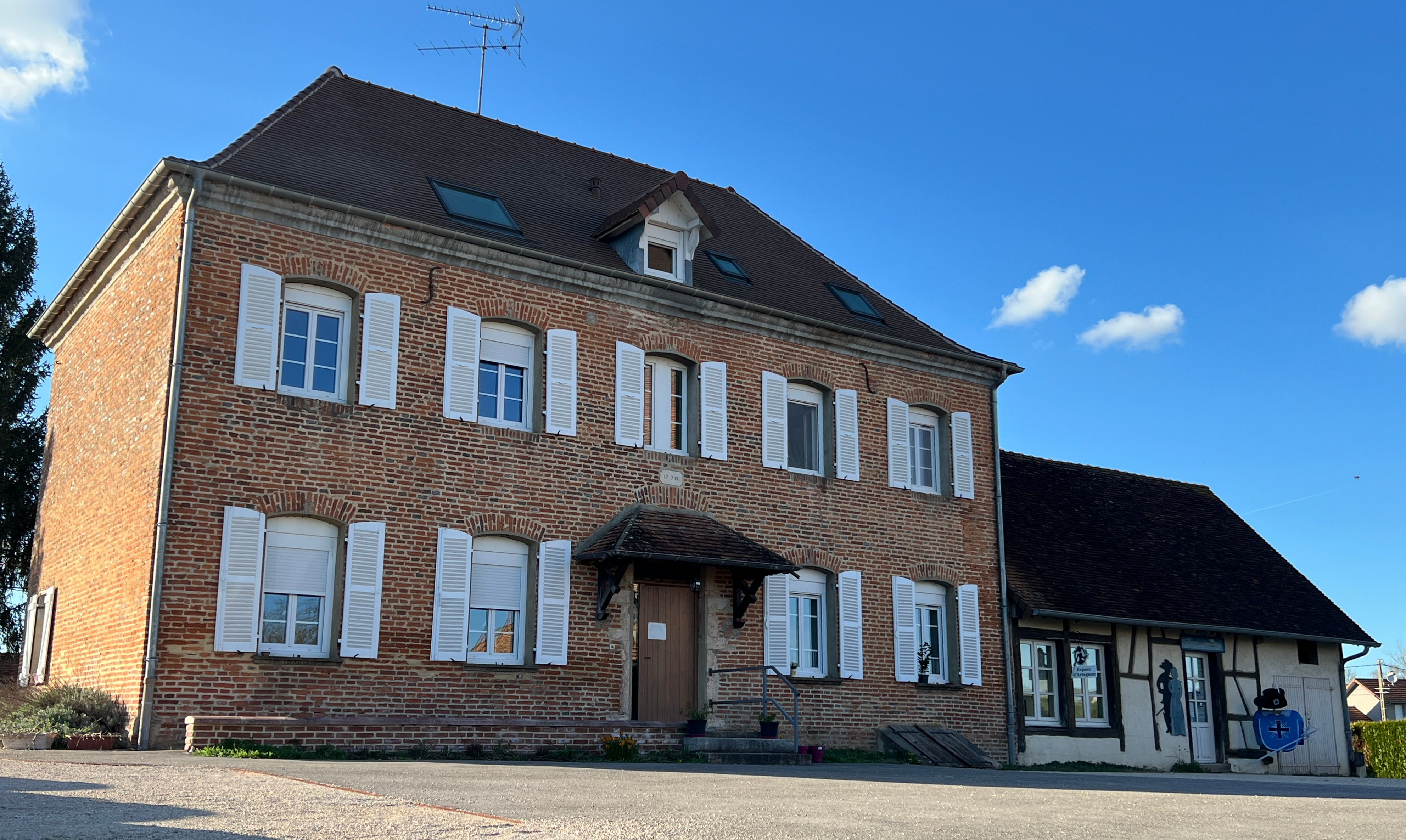
Espace d'Artagnan.
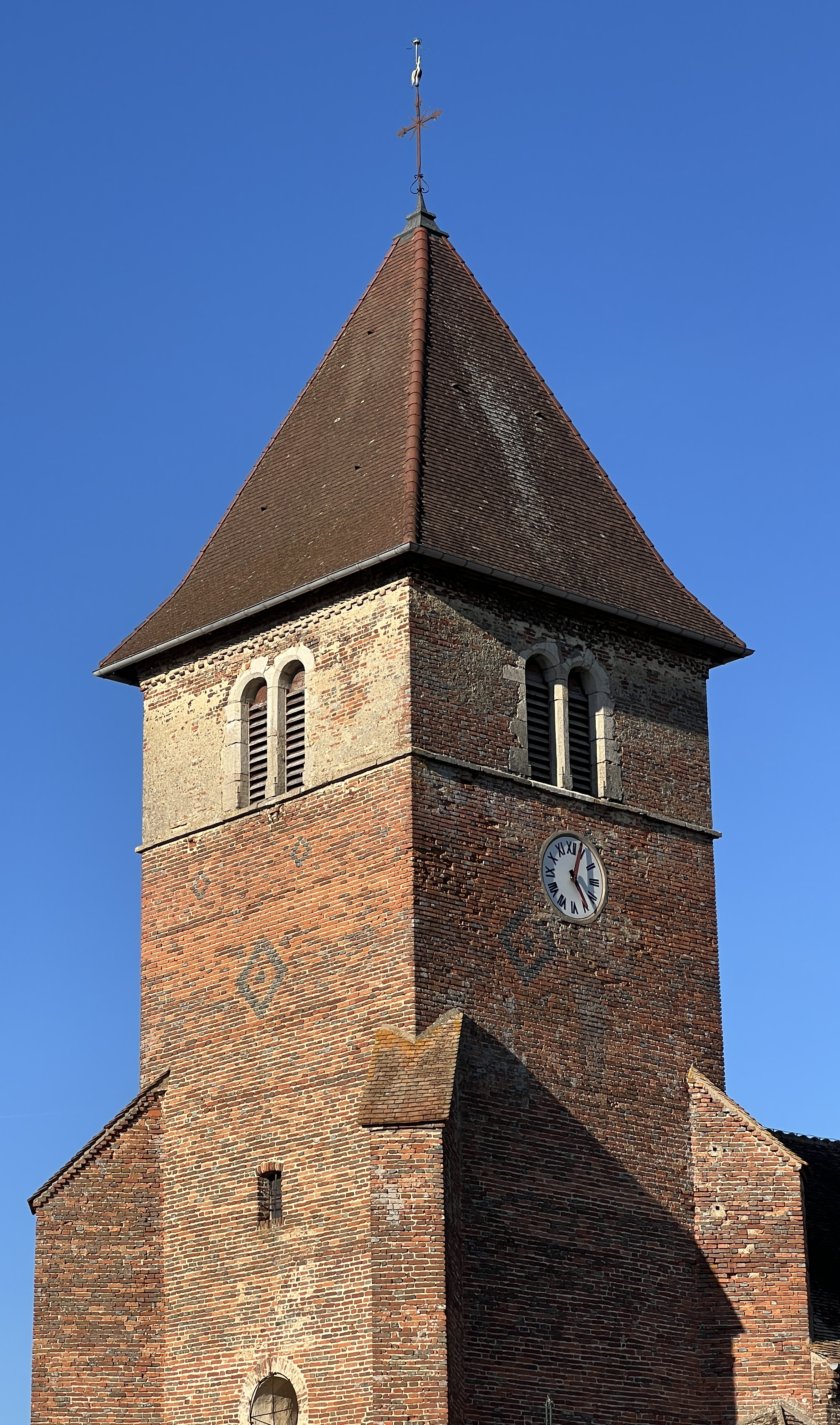
Clocher de l'église.
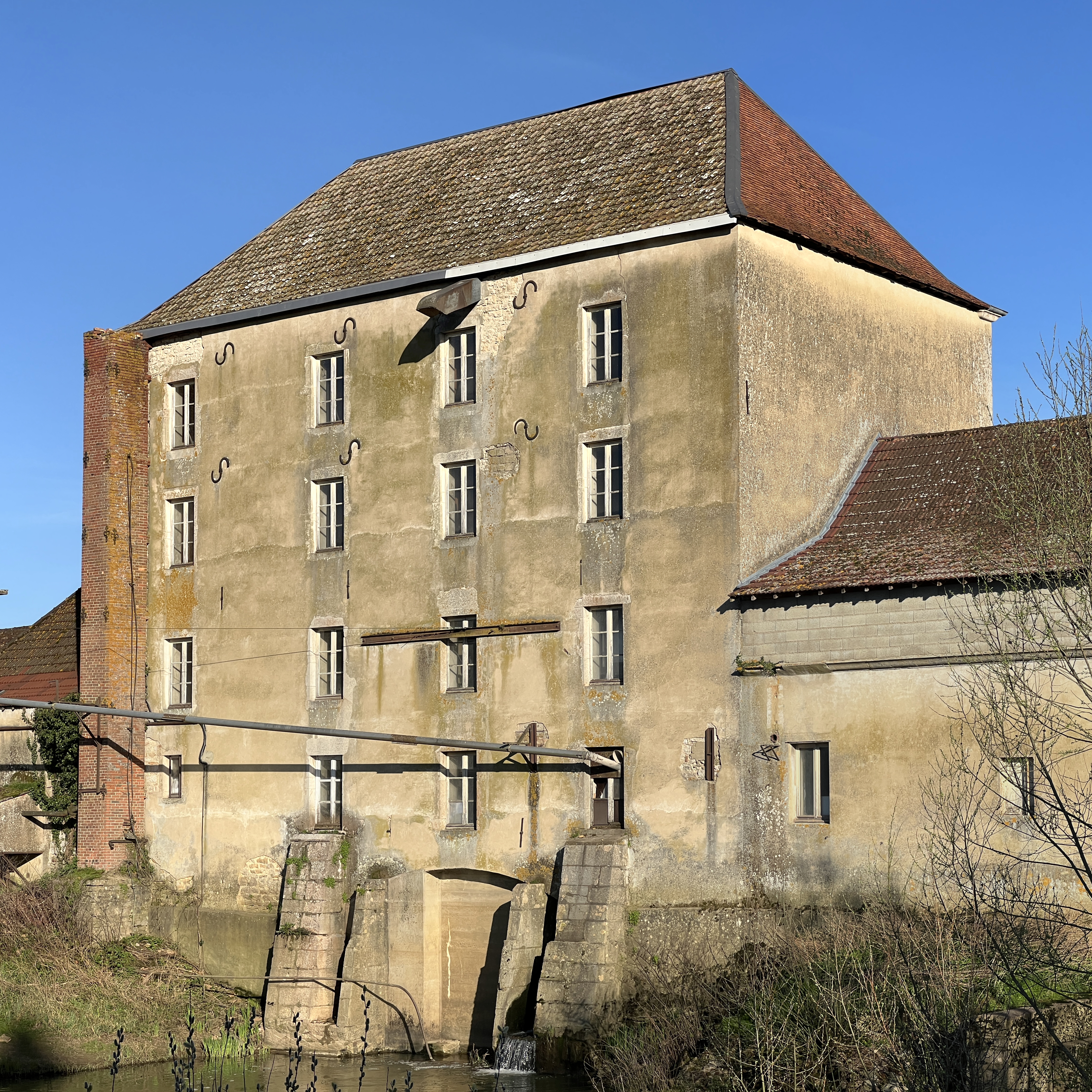
Moulin hydraulique

### Personnalités liées à la commune
- Nicolas Charpy de Sainte-Croix (1610-1670), avocat, théologien et auteur français ;
- Charles de Batz de Castelmore d'Artagnan (1611/15-1673), époux d'une châtelaine du château de Sainte-Croix[28] ;
- Waldeck Rochet (1905-1983), secrétaire général du Parti communiste français de 1964 à 1970, y est né ;
- Rose Vincent (Marie-Rose Treffot-Jurgensen) (1918-2011), journaliste et écrivain, y est née.

### Héraldique
| Blason de Sainte-Croix (Saône-et-Loire) | Blason  | De sable à trois tour d'argent ouvertes et ajourées du champ. |
| Blason de Sainte-Croix (Saône-et-Loire) | Détails | Le statut officiel du blason reste à déterminer.              |

## Pour approfondir